# Distretto di Kara-Buura
Il distretto di Kara-Buura (in kirghiso Кара-буура району?, Kara-buura rayonu) è un distretto (raion) del Kirghizistan con  capoluogo Kyzyl-Adyr.